# Bhavi
Indra Buchmann Tiribelli (Uccle, Bélgica; 22 de octubre de 1997), conocido artísticamente como Bhavi, es un cantante y compositor belga-argentino. Su propuesta musical combina trap, rap y elementos de la electrónica. Ha desarrollado su carrera en la escena urbana latinoamericana, destacándose por sus producciones en estudio y colaboraciones con artistas argentinos.
Inició su trayectoria publicando demos en SoundCloud y obtuvo reconocimiento tras participar en la primera BZRP Music Sessions. Entre sus trabajos discográficos se encuentran los EP Butakas (2020) y Abducción (2023), así como los álbumes Cinema (2021) y Pochoclos (2022). También lanzó el proyecto colaborativo Tu dúo favorito (2023) junto a YSY A. Algunos de sus temas más conocidos incluyen «No lo entiendo», junto a Khea; «Aeróbico Remix», junto a Duki, Milo J y Lit Killah; y «Bésame Remix», junto a Seven Kayne, Milo J, Tiago PZK, Khea y Neo Pistea.

## Biografía
Indra Buchmann Tiribelli nació el 22 de octubre de 1997 en Uccle, Bruselas, Bélgica. Su padre, de origen belga, trabajaba en el sector de ventas de equipos ópticos, mientras que su madre, de nacionalidad argentina, se desempeñaba en el ámbito de la educación física y el yoga. Sus padres se conocieron en Ibiza, España, y tras residir en Madrid, la familia se trasladó a Uccle, donde nació Bhavi. Posteriormente, vivió en Amberes y, entre los 7 y los 11 años, residió en Uruguay debido a la labor de su padre en la región latinoamericana. Más tarde, se instaló en la Costa Atlántica argentina, donde permaneció hasta los 18 años.

## Carrera musical

### Inicios como artista independiente
A los 17 años, Bhavi hizo sus primeras grabaciones en su habitación y en 2015 editó su álbum debut The Weaking Up de forma independiente. En 2017 sacó su segundo disco, Burn To Inspire.
Ambos discos, grabados en inglés e influenciados por la música electrónica y el dubstep, fueron editados bajo el nombre artístico de Indra Bhalavan, que luego derivó en Bhavi.

### 2018-2019: Primeros sencillos
En 2018 Bhavi se unió a Duki para grabar su primera canción, “Mojaa”. Ese mismo año lanzó junto a Ecko el sencillo “Piso” y “Bésame”, una colaboración con Seven Keyne y el productor Halpe, que en 2024 fue remixada y relanzada con aportes de Tiago PZK, Milo J, Khea y Neo Pistea.
Tras lanzar otros sencillos en solitario (“Basta”, “Visa”, “Déjame ser”, “Ven a mí” y “Te necesito”), Bhavi hizo una colaboración con el puertorriqueño Eladio Carrión titulada “Hola bebé”.
A principios de 2019 editó las canciones "Me Preguntaba", “Dame Más” -producida por Halpe y Omar Varela- y “No lo Entiendo” junto a Khea. En febrero grabó con Bizarrap la primera sesión de las “BZRP Music Sessions”.
En marzo, Bhavi sacó “Glitter” junto a Paco Amoroso, “Fresko” con Trueno, otra colaboración con Ecko llamada “Zigzag” y “Otra Igual” con la cantante mexicana Kenia Os. También colaboró con Seven Kayne en “Buenos Aires”, con el productor holandés Yung Felix en “Loco”, con el rapero K1D en “Check” y el DJ Like Mike en “Best Friend” -ambos oriundos de Bélgica- y con John C y Neo Pistea en el remix de “C90”. Ese año editó su primer EP, Live Life.

### 2020-2021:Cinema
En 2020 salió el EP Butakas, primer volumen de una trilogía conceptual. Un remix de la canción que da nombre al disco salió poco después en colaboración con Neo Pistea, el cantante mexicano Alemán y los venezolanos Akapellah y Big Soto. En mayo de ese año también colaboró con YSY A en “Sin Conexión”.
En diciembre editó “Espejismos”, a dúo con Cazzu, que fue el primer adelanto de su álbum debut, Cinema. Cinema fue lanzado el 26 de marzo de 2021 y cuenta con la producción de Halpe y colaboraciones de Neo Pistea, YSY A, Khea, Ca7riel, Louta, Alemán, el cantante chileno DrefQuila, el rapero estadounidense GoldLink y Pi’erre Bourne.
Como colaborador, ese año grabó con artistas como Asan en el sencillo Teca, DrefQuila con Baile del álbum AETM, el colombiano Slay Fox y C. Tangana, Falke 912 en el remix de “Nat Geo”, el productor belga Chuki Beats (“Atento”), el rapero brasilero español MC Buzzz (“Offline Remix”) y el cubano Blackthoven (“Zoom”).

### 2022-2024: Cierre de la trilogía conPochoclos,Abduccióny álbum con YSY A
En 2022, Bhavi cerró la trilogía de álbumes con Pochoclos, en el que participaron Bizarrap, Lit Killah, YSY A, Lara 91k, Santa Fe Klan, Laylow y Asan. “Puff”, su segunda colaboración con Bizarrap, fue elegida por Apple para la publicidad navideña de los Airpods Pro.
Ese año colaboró con el rapero estadounidense Nessly en la canción “High Fashion Drugs”, con el DJ y productor Alan Gómez en “Mission 09” y con el productor Marlku en “Presupuesto y Melodía”. Marlku produjo sus dos siguientes sencillos, “El Cuento” y “Salsa Suprema”.
En 2023 Bhavi lanzó el EP Abducción. Un remix de “Aeróbico”, una de las seis pistas que lo integran, salió meses más tarde con la participación de Duki, Milo J y Lit Killah.
Luego de formar parte del simple de Ecko “Municiones”, junto a Kidd Keo y KyleYouMadeThat, en septiembre editó un tercer álbum con YSY A titulado Tu dúo favorito, del que también forman parte Duki, Milo J, Tiago PZK, Alemán y DrefQuila. Para su siguiente canción, “Ocaso”, volvió a trabajar con Khea y Neo Pistea y por primera vez con C.R.O.
En 2024, además del remix de “Bésame”, colaboró con el argentino Cosmic Kid (“Namore”) y el español Kidd Keo (“Supposed To Be”) y volvió a grabar con Trueno en un sencillo titulado “Sunday”, que luego fue remixado por Alan Gomez. Después participó de la primera sesión de Protocolo Bajo West, un proyecto de Milo J.
Sus últimas colaboraciones de 2024 fueron con C.R.O (“Yo Ya Gané”), el chileno Polimá Westcoast (“Estrellas”) y Asan (Cicatrices).

### 2025:Bhavilonia
En octubre de 2024, Bhavi estrenó dos canciones de su siguiente álbum, Bhavilonia, “Hasta La Luna” y “Loco X Vos”. Luego sacó un tercer adelanto, “Perfume”, su primera colaboración con Nicki Nicole.
El primer sencillo de 2025 fue “Me desperté”, que compuso y grabó con el artista uruguayo Jorge Drexler. Bhavilonia salió en marzo, fue producido por él mismo e incluye una nueva canción con Duki, “Agridulce”.

## Discografía

### Como artista principal

#### Álbumes
- 2015: The Weaking Up
- 2017: Burrn To Inspire
- 2021: Cinema
- 2022: Pochoclos
- 2023: Tu dúo favorito (con YSY A)
- 2025: Bhavilonia

#### EPs
- 2019: Live Life
- 2021: Butakas
- 2023: Abducción